# ソープディッシュ
『ソープディッシュ』（原題：SOAPDISH）は、1991年のアメリカ合衆国の映画。
昼ドラ(ソープオペラ)の主演俳優たちのスキャンダルを利用した潰し合いを描いたコメディ映画。

## ストーリー
昼メロの人気番組『日はまた沈む』の主演女優セレステ・タルバートは栄光とは裏腹に私生活は目茶苦茶になっていた。共演女優のモンタナはセレステに対する憎悪から自分に夢中のプロデューサーのデイヴィッドを抱きこんで、セレステが劇中で殺す事で干した共演俳優のジェフリーを復活させることによってセレステを人気の座から下ろす事を計画する。同時期に売れない女優のローリーがキャスティングディレクターのベッツィの元に売り込みのために飛び込んできた。作中の物語と同時に次から次へと暴かれていくセレステのスキャンダルに昼メロは芝居の域を超えた芸能界の大スキャンダルへと発展していくこととなる

## キャスト
※括弧内は日本語吹替
- セレステ・タルバート- サリー・フィールド（鈴木弘子）
- ジェフリー・アンダーソン- ケヴィン・クライン(納谷六朗)
- ローリー・クラヴェン- エリザベス・シュー
- ローズ・シュワルツ(脚本家)- ウーピー・ゴールドバーグ(竹口安芸子)
- デビッド・バーンズ(プロデューサー)- ロバート・ダウニー・Jr(牛山茂)
- ベッツィ・フェイ(キャスティングディレクター)- キャリー・フィッシャー
- モンタナ・モアヘッド-キャシー・モリアーティ(沢田敏子)
- エドマンド・エドワーズ-ゲイリー・マーシャル

※吹き替えはVHSにのみ収録。